# Proteuxoa heterogamma
Proteuxoa heterogamma är en fjärilsart som beskrevs av Oswald Beltram Lower. Proteuxoa heterogamma ingår i släktet Proteuxoa och familjen nattflyn. Inga underarter finns listade i Catalogue of Life.